# Абазопуло Володимир Костянтинович
Володи́мир Костянти́нович Абазо́пуло (нар. 2 вересня 1951, с. Зарожани, Хотинський район, Чернівецька область) — радянський, український актор театру і кіно. Народний артист України (2009).

## Біографія
Володимир Костянтинович Абазопуло народився 2 вересня 1951 року в селі Зарожани Хотинського району Чернівецької області. Етнічний грек. Дід Панайот Абазопуло був вільним моряком, що приїхав 1854 року в Одесу, аби служити на Чорноморському флоті. В Одесі народився Костянтин Абазопуло, який через нетерпимість радянської влади до національних меншин, мав приховувати своє грецьке походження та з цих самих причин переїхав спочатку до Запоріжжя, а потім на Буковину.
1977 року закінчив акторський факультет Київського державного інституту театрального мистецтва імені Івана Карпенка-Карого (курс Валентини Зимньої). Того самого року став актором театру імені І. Франка в Києві. Грав в театрі до 2022 року.
1997 року надано звання «Заслужений артист України». 16 січня 2009 року надано звання «Народний артист України» — за вагомий особистий внесок у справу консолідації українського суспільства, розбудову демократичної, соціальної і правової держави та з нагоди Дня Соборності України.
Хворів на рак, втратив голос, після чого переніс операцію на горлі. Із штучним голосовим апаратом продовжує грати в театрі, для чого деякі ролі спеціально переробили, залишили без тексту. Викладає уроки сценічного руху в Київській консерваторії та Київському університеті культури мистецтв.
Батько актора Володимира Абазопуло (молодшого).

## Ролі у кіно
Зіграв у фільмах:
- 1976 — «Така вона, гра»
- 1988 — «Як чоловіки про жінок говорили »
- 1989 — «Камінна душа»
- 1990 — «Війна на західному напрямку»
- 1991 — «Нам дзвони не грали, коли ми вмирали», «Зірка шерифа»
- 1992 — «Про шалене кохання, Снайпера і Космонавта»
- 1994 — «Дорога на Січ»
- 1995 — «Будемо жити!», «Обережно! Червона ртуть»
- 1996 — «Акваріум»
- 2000 — «Чорна рада», Нескорений (фільм, 2000)
- 2001 — «Молитва за гетьмана Мазепу», «Слід перевертня»
- 2006 — «Танго кохання»
- 2006 — «Богдан-Зиновій Хмельницький» (Богдан Хмельницький)
- 2013 — «F63.9 Хвороба кохання» (конструктор) та ін.
- 2020 — Бідна Саша — прикордонник

## Ролі у театрі
Володимир Абазопуло входить до трупи київського театру ім. І. Франка. Бере участь у таких спектаклях сучасного репертуару:
- «Тев'є-Тевель» Шолома Алейхема — Менахем
- «Ревізор» М. Гоголя — Інкогніто
- «Кавказьке крейдяне коло» Б. Брехта — Георгій Абашвілі-губернатор, Чернець, Шалва
- «Кайдашева сім'я» І. Нечуя-Левицького — привид херсонського чумака
- «Едіт Піаф. Життя в кредит» Ю. Рибчинського, В. Васалатій — гімнаст

Також Володимир Абазопуло грає в антрепризному спектаклі «Про мишей і людей» театральної компанії «Бенюк і Хостікоєв».